# Момињо (Пистоја)
Момињо је насеље у Италији у округу Пистоја, региону Тоскана.
Према процени из 2011. у насељу је живело 385 становника. Насеље се налази на надморској висини од 616 м.